# 矢野一博
矢野 一博（やの かずひろ、1936年2月11日 - ）は、宮崎県出身の元騎手。

## 経歴

### 1950〜60年代
中学の後輩には田島日出雄・大崎昭一・安田伊佐夫がおり、矢野の父は大崎に東京・柴田寛厩舎を紹介している。
1955年に東京・尾形藤吉厩舎からデビューし、保田隆芳の弟弟子となり、松本善登・小野定夫と同期となる。1年後輩として森安重勝がデビューし、平地の騎乗に専念し始めた2年目の1956年には初の2桁となる21勝をマークすると、1959年から1971年まで13年連続2桁勝利を記録。
保田や森安の影に隠れて重賞を勝てなかったが、1965年に大久保末吉厩舎のメジロボサツで朝日杯3歳ステークスを制し、10年目にして初の重賞勝ちをGI級レース制覇で飾る。有力牡馬を1番人気で破っての7連勝で、同年の啓衆社賞最優秀3歳牝馬を受賞。
1966年の桜花賞ではワカクモの3着、第1回4歳牝馬特別（東）では自身も騎乗経験があるメジロマジヨルカに8馬身差を付けて圧勝するが、優駿牝馬では雨と不良馬場を味方に逃げまくったヒロヨシに9馬身差の2着と敗れる。夏の函館記念で古馬相手に快勝するが、結局これが最後の勝利となった。兄弟子であった八木沢勝美厩舎のメジロフレームでは京成杯3歳ステークスを制し、朝日杯3歳Sではメジロボサツと同じモンタヴァル産駒モンタサンの2着に入る。
1966年は自己最多の34勝をマークし、1967年はメジロフレームでスプリングステークスを制すと、メジロアサヒでクイーンステークスを制した後、カブトヤマ記念では13頭中11番人気で牡馬相手の3着に入る。

### 1970年代
1970年には安田記念をメジロアサマで制し、兄弟子で開業1年目の保田に初の重賞勝利をもたらした。夏は関屋記念を弟弟子の伊藤正徳から乗り替わったヒガシライトで制すが、師匠・尾形の管理馬で重賞を勝利するのはこれが初であった。
1972年にはハクホオショウでNHK杯でタイテエムにクビ差先着の2着とし、東京優駿では関東馬最先着の4着と気を吐く。スプリンターズステークスでノボルトウコウ、オールカマーでイナボレスの2着、カブトヤマ記念で重賞初制覇に導くが、クモハタ記念ではクビ差抜け出したはずが、決勝写真の不備からタケデンバードの2着とされた。当時の着順判定は、最終的には決勝審判委員の肉眼によるとされていたが、接戦の場合にはゴール前を撮影した写真を発表する習慣があった。矢野一博や尾形など、関係者が写真を見せるように要求したところ、何らかの原因によって写真が撮影されていなかったことが判明した。公式にはスリットカメラの故障もしくは電源の入れ忘れと発表されたが、一方で「カメラのトラブルは着順発表の手違い=誤審を誤魔化すための嘘」とも言われている。
1974年には目黒記念（秋）でイナボレスに騎乗し、カミノテシオ・イチフジイサミ・ツキサムホマレ・スガノホマレを敗り、1975年には愛知杯を制す。
1975年は金杯（東）で17頭中11番人気のシンストームを3着、福島大賞典ではカネアケビを2着に導いた。
1977年2月19日の東京第7競走4歳新馬・ネバァーノンが最後の勝利となり、同馬に騎乗した4月3日の中山第6競走4歳以上300万下（18頭中11着）が最終騎乗となった。同年引退。

## 騎手成績
| 通算成績 | 1着 | 2着 | 3着 | 4着以下 | 騎乗回数 | 勝率 | 連対率 |
| -------- | --- | --- | --- | ------- | -------- | ---- | ------ |
| 平地     | 325 | 314 | 279 | 1672    | 2590     | .125 | .247   |
| 障害     | 0   | 1   | 3   | 6       | 11       | .000 | .091   |
| 計       | 325 | 315 | 282 | 1678    | 2601     | .125 | .246   |

### 主な騎乗馬
太字はGI級レース
- メジロボサツ（1963年朝日杯3歳ステークス、1966年4歳牝馬特別 (東)・函館記念）
- メジロフレーム（1966年京成杯3歳ステークス、1967年スプリングステークス）
- メジロアサヒ（1967年クイーンステークス）
- ヒロオーカブト（1968年アラブ王冠 (春)）
- メジロアサマ（1970年安田記念）
- ヒガシライト（1970年関屋記念）
- ハクホオショウ（1972年カブトヤマ記念）
- イナボレス（1974年目黒記念 (秋)、1975年愛知杯）